# Kenny Dorham
McKinley Howard (Kenny) Dorham (ur. 30 sierpnia 1924 w Fairfield, zm. 5 grudnia 1972 w Nowym Jorku) – amerykański trębacz, kompozytor i wokalista jazzowy.

## Życiorys
Urodzony w muzykalnej rodzinie, Kenny Dorham pobierał lekcje gry na fortepianie od 7 roku życia. Grać na trąbce zaczął uczęszczając do szkoły średniej Anderson High School w stolicy stanu Teksas Austin. W tym czasie interesował się nie tylko muzyką, ale też boksem, który jako członek szkolnej sekcji bokserskiej czynnie uprawiał. Później krótko studiował chemię i fizykę na Wiley College w mieście Marshall. W tym czasie dawał również koncerty, występując u boku trębacza Billa Davisona, saksofonisty Harolda Landa i perkusisty Roya Portera.
W roku 1942 trafił do armii, gdzie wstąpił do drużyny bokserskiej. Po odbyciu służby wojskowej i uzyskaniu zwolnienia, związał się w 1943 roku w Houston z orkiestrą trębacza Russella Jacqueta. Przez większą część roku 1944 grał w zespole Franka Humphriesa. W kolejnych latach współpracował z różnymi big-bandami i orkiestrami, w tym Dizzy’ego Gillespiego, Billy’ego Eckstine’a, Lionela Hamptona i Mercera Ellingtona, a równocześnie zajmował się komponowaniem i aranżacją (np. „Okay for Baby” dla Luciusa „Lucky’ego” Millindera i „Malibu” dla Charlesa Melvina „Cootie’ego” Williamsa). W 1946 nagrał z Be Bop Boys (52nd Street Boys), m.in. Kenny Clarke i Fats Navarro) płytę dla Savoy Records.
W grudniu 1948 roku zastąpił na stanowisku trębacza swojego dobrego kolegę, Milesa Davisa, w kwintecie saksofonisty Charliego Parkera. Zarekomendowany przez Davisa, po raz pierwszy wystąpił u boku Parkera w Wigilię Bożego Narodzenia w broadwayowskim klubie jazzowym Royal Roost na Manhattanie. Na scenie towarzyszyli mu również: pianista Al Haig, kontrabasista Tommy Potter i perkusista Max Roach. Z Parkerem Dorham grał i nagrywał do połowy roku 1949, kiedy to przyszedł na jego miejsce Red Rodney. Potem jeszcze raz wystąpił na estradzie z Parkerem w marcu 1955 roku, na tydzień przed nagłą śmiercią saksofonisty.
W latach 1950–1952, nie mogąc wyżyć z uprawiania jazzu, mieszkał w Kalifornii, gdzie utrzymywał się z rozmaitych niskopłatnych prac, tzw. day jobs. Następnie wyjechał do Nowego Jorku, gdzie jako wolny strzelec rychło stał się cenionym i chętnie zatrudnianym muzykiem, współpracującym z takimi postaciami jak Thelonious Monk, Bud Powell, Sonny Stitt czy Mary Lou Williams. Wkrótce też, w 1953 roku, odbył pierwszą sesję jako lider, nagrywając 15 grudnia swój debiutancki album, zatytułowany Kenny Dorham Quintet, wydany nakładem wytwórni Debut Records, założonej rok wcześniej przez Charlesa Mingusa i Maxa Roacha. W studio towarzyszyli mu wówczas: Jimmy Heath (saksofon), Percy Heath (kontrabas), Walter Bishop (fortepian), Kenny Clarke (perkusja).
W roku 1954, zastępując Clifforda Browna, wstąpił do grupy kierowanej przez Horace’a Silvera, stanowiącej pierwsze wcielenie prowadzonych potem samodzielnie przez Arta Blakeya Jazz Messengers, z którymi zarejestrował materiał zgromadzony na płytach z 1955 roku: Horace Silver and the Jazz Messengers, At the Cafe Bohemia, Vol. 1 i At the Cafe Bohemia, Vol. 2 z 1955 roku. W kolejnych latach współpracował jako sideman również z Taddem Dameronem, Erniem Henrym, Gilem Mellé, Hankiem Mobleyem, Cecilem Paynem, Sonnym Rollinsem i in. Jednocześnie prowadził karierę solową, liderując własnym zespołom, dla przykładu Jazz Prophets (Arthur Edgehill – perkusja, Sam Jones – kontrabas, J.R. Monterose – saksofon tenorowy, Dick Katz, a potem Bobby Timmons – fortepian, okazjonalnie Kenny Burrell – gitara), z którymi nagrał Round About Midnight at the Cafe Bohemia, album koncertowy ogłoszony w 1956 roku pod szyldem Blue Note Records. Pod auspicjami tej wytwórni fonograficznej zrealizował także m.in. album Afro-Cuban, który, stworzony w trakcie dwóch sesji, jakie zorganizowano w dniach 30 stycznia i 29 marca 1955 roku, przez wielu krytyków uznawany jest za najświetniejszą pozycję w dorobku Dorhama i jeden z najlepszych albumów epoki hard bopu.
Wkrótce po gwałtownej śmierci Clifforda Browna w wypadku samochodowym w czerwcu 1956 roku, Dorham przystał do kwintetu Roacha, pozostając w nim przez blisko dwa lata. Ich owocna kooperacja została udokumentowana kilkoma albumami, jak choćby Max Roach + 4 tudzież The Max Roach 4 Plays Charlie Parker. Po rozwiązaniu zespołu nagrywał jako lider lub sideman, dla przykładu wsparł Cecila Taylora na powstałym przy współudziale Johna Coltrane’a longplayu Hard Driving Jazz. Z płyt sygnowanych własnym nazwiskiem należy wymienić chociażby This Is the Moment! (1958), na której usłyszeć można nie tylko trąbkę, ale i śpiew Dorhama, Quiet Kenny (1959) z Paulem Chambersem (kontrabas), Tommym Flanaganem (fortepian) i Artem Taylorem (perkusja), bądź nagraną już w latach sześćdziesiątych Whistle Stop (1961).
W 1963 roku nawiązał korzystną dla obu stron współpracę z tenorzystą Joem Hendersonem, wskutek której każdy z muzyków dodał do swojego katalogu płyty zwykle bardzo wysoko oceniane przez krytykę. Należą do nich np. Una Mas i Trompeta Toccata trębacza oraz Page One i One Thing saksofonisty. Na Una Mas obok tej dwójki wystąpili Butch Warren (kontrabas), Herbie Hancock (fortepian) i Tony Williams (perkusja). W roku 1964 ten ostatni, jak też Henderson i Dorham uczestniczyli obok Richarda Davisa i Erica Dolphy’ego w sesjach nagraniowych do sławnego albumu Point of Departure Andrew Hilla.
W drugiej połowie lat sześćdziesiątych Dorham podobnie jak w przeszłości miał kłopoty z utrzymaniem się z grania muzyki, toteż imał się różnych prac, okresowo zatrudniając się dla przykładu w cukrowni i urzędzie pocztowym, jednocześnie zaś kontynuował swoje studia muzyczne na Uniwersytecie Nowojorskim i okazjonalnie nagrywał, udzielając się jako sideman (Toshiko Akiyoshi, Barry Harris, Clifford Jordan, Cedar Walton i in.). Pośród wielu aktywności zajmował się również pisywaniem recenzji muzycznych dla opiniotwórczego magazynu „Down Beat”.
Na początku lat siedemdziesiątych stan zdrowia Dorhama uległ znacznemu pogorszeniu. Cierpiąc na przewlekłą chorobę nerek, zmuszony był udawać się na czasochłonne dializy, które odbierały mu 15 godzin tygodniowo. Zmarł 5 grudnia 1972 roku z powodu niewydolności nerek. Miał 48 lat.

## Dyskografia
Opracowano na podstawie materiału źródłowego.

### Jako lider
- (1953) Kenny Dorham Quintet (Debut Records)
- (1955) Afro-Cuban (Blue Note Records)
- (1956) 'Round About Midnight at the Cafe Bohemia (Blue Note)
- (1956) And The Jazz Prophets Vol. 1 (ABC Paramount Records)
- (1957) Jazz Contrasts (Riverside Records)
- (1957) 2 Horns/2 Rhythm (Riverside)
- (1958) This is the Moment! (Riverside)
- (1959) Blue Spring (Riverside)
- (1959) Quiet Kenny (New Jazz Records)
- (1960) The Kenny Dorham Memorial Album (Xanadu Records)
- (1960) Jazz Contemporary (Time)
- (1960) Showboat (Time)
- (1961) Whistle Stop (Blue Note)
- (1961) Inta Somethin' (Pacific Jazz Records)
- (1962) Matador (United Artists Records)
- (1963) Una Mas (Blue Note)
- (1963) Scandia Skies (SteepleChase Records)
- (1963) Short Story (SteepleChase)
- (1964) Trompeta Toccata (Blue Note)

### Jako sideman
Toshiko Akiyoshi:
- Toshiko at Top of the Gate (1968)

Andy Bey:
- Andy and the Bey Sisters (1959)

Art Blakey:
- The Jazz Messengers at the Cafe Bohemia Volume 1 (1955)
- The Jazz Messengers at the Cafe Bohemia Volume 2 (1955)

Rocky Boyd:
- Ease It (West 42nd Street, 1961)

Tadd Dameron:
- Fontainebleau (1956)

Lou Donaldson:
- Quartet/Quintet/Sextet (1954)

Matthew Gee:
- Jazz by Gee (Riverside, 1956)

Herb Geller:
- Fire in the West (1957)

Benny Golson:
- The Modern Touch (Riverside, 1957)

Barry Harris:
- Bull’s Eye! (Prestige, 1968)

Joe Henderson:
- Page One (1963)
- Our Thing (1963)
- In 'n Out (1964)

Ernie Henry:
- Presenting Ernie Henry (Riverside, 1956)
- Last Chorus (Riverside, 1956–57)

Andrew Hill:
- Point of Departure (1964)

Milt Jackson:
- Roll 'Em Bags (Savoy, 1949)
- Invitation (1962)

Clifford Jordan:
- Starting Time (Jazzland, 1961)
- In the World (Strata-East, 1969 [1972])

Harold Land:
- Eastward Ho! Harold Land in New York (Jazzland, 1960)

Abbey Lincoln:
- That's Him! (Riverside, 1957)
- It's Magic (1958)
- Abbey Is Blue (1959)

Jackie McLean:
- Vertigo (1962)

John Mehegan:
- Casual Affair (1959)

Gil Mellé:
- Gil's Guests (1956)

Helen Merrill:
- You've Got a Date with the Blues (1959)

Hank Mobley:
- Mobley's 2nd Message (1956)
- Curtain Call (1957)

Thelonious Monk:
- Genius of Modern Music: Volume 2 (1952)

Oliver Nelson:
- Meet Oliver Nelson (1959)
- Zodiac (1968)

Cecil Payne:
- Patterns of Jazz (Savoy, 1956)

Max Roach:
- Max Roach + 4 (EmArcy, 1956)
- Jazz in ¾ Time (EmArcy, 1957)
- The Max Roach 4 Plays Charlie Parker (EmArcy, 1958)
- MAX (Argo, 1958)

Sonny Rollins:
- Moving Out (Prestige, 1954)
- Rollins Plays for Bird (Prestige, 1956)
- Sonny Boy (Prestige, 1956 [1961])

Horace Silver:
- Horace Silver and the Jazz Messengers (Blue Note, 1956)

Cecil Taylor:
- Hard Driving Jazz (1958) (wznowione na CD jako Coltrane Time)

Cedar Walton:
- Cedar! (Prestige, 1967)

Randy Weston:
- Live at the Five Spot (United Artists, 1959)

Barney Wilen:
- Barney (1959)
- Un Temoin Dans La Ville (1959)

Phil Woods:
- Pairing Off (1956)